# Patrizia Schlosser
Patrizia Schlosser (* 1986) ist eine deutsche Journalistin und Autorin. Sie arbeitet unter anderem als Investigativreporterin für Panorama. 2019 veröffentlichte sie in einem Buch eine politische und private Spurensuche nach der so genannten dritten Generation der Roten Armee Fraktion (RAF).

## Leben und Karriere
Patrizia Schlosser wuchs in Bayern als Tochter eines Polizisten auf. Sie studierte an der LMU Neuere Deutsche Literatur, Theaterwissenschaft und Kultur des Nahen Ostens mit Schwerpunkt Iranistik. Gleichzeitig absolvierte sie eine Ausbildung an der Katholischen Journalistenschule ifp in München. Ihr Volontariat leistete Schlosser beim Bayerischen Rundfunk. Für einige Monate lebte sie in Ramallah und Tel Aviv, wo sie einmal für das ARD-Hörfunkstudio tätig war.
Zeitweise war sie 2013 für Focus Online als Autorin tätig. Sie schrieb außerdem für dpa, Spiegel Online und den Deutschlandfunk. 2016 moderierte sie beim Bildungskanal ARD-alpha die Lernfachsparte „Deutsch“ und war Reporterin für die Webvideoserie „9 to future – die Zukunft der Arbeit“ beim Bayerischen Rundfunk. Seit 2017 ist sie Reporterin und Filmemacherin beim investigativen Reportage-Format Panorama - Die Reporter und festes Autorenmitglied der Dokumentationsreihe STRG F des NDR.
Bei Audible veröffentlichte sie 2017 den mehrstündigen Podcast Im Untergrund über die letzte Generation der RAF, den sie mit autobiografischen Elementen ergänzte. Die Recherchen hatte sie gemeinsam mit ihrem Vater durchgeführt, der während der Rasterfahndung in den 1970er Jahren und während des Münchner Olympia-Attentats im aktiven Polizeidienst war. 2019 erschien der Podcast neu erzählt im Buchformat.
Wegen steigender Mietpreise und mangelnder Freiheit wohnte Schlosser mit ihrem Freund Fredy Gareis fast ein Jahr in einem Auto, zuerst in Deutschland, danach auch in den Vereinigten Staaten. Ihr Freund Gareis schrieb über das Wohnen im Auto neun Artikel für Die Zeit. Schlosser zeigte in einem Dokumentarfilm des NDR, welche Strapazen sie hinnehmen mussten und welche Freiheit das Paar beim Leben im Auto fand. Zwei weitere Dokumentarfilme zeigen auch die Reise durch Amerika, einen Aufenthalt in Mexiko und die Rückkehr nach Deutschland in ein WG-Zimmer. 
Im Jahr 2022 wurde bei Bayern 2 ihr achtteiliger Podcast „Himmelfahrtskommando – Mein Vater und das Olympia-Attentat“ veröffentlicht. Auch hier recherchiert Patrizia Schlosser gemeinsam mit ihrem Vater, der bei dem missglückten Befreiungsversuch als Polizist tätig war. Sie versucht die Frage „War mein Vater ein Feigling?“ zu klären und spricht mit Ankie Spitzer, der Frau des Trainers der israelischen Fechtmannschaft André Spitzer, der bei dem Attentat ums Leben kam.

## Buchveröffentlichungen
- Im Untergrund. Der Arsch von Franz Josef Strauß, die RAF, mein Vater und ich. Hoffmann und Campe, Hamburg 2019, ISBN 978-3-455-00649-0.

## Stipendien und Preise
- 2016: Stipendium „Nahaufnahme“ vom Goethe-Institut
- 2017: Europäischer CIVIS Medienpreis zusammen mit Sylvia Griss, Ramo Ali und Salvan Joachim in der Kategorie: „Webvideo“ für die Videoreihe im Bayerischen Rundfunk Ramo – soll ich zurück nach Syrien?[14]
- 2018: Deutscher Radiopreis zusammen mit Tim Kehl (Audibel) in der Kategorie „Beste Sendung“ für den Podcast Im Untergrund bei Flux FM[15]
- 2019: Goldene Kamera Digital Award in der Kategorie „Best of Information“ zusammen mit der STRG_F-Redaktion.[16]
- 2019: Medienprojektpreis der Otto Brenner Stiftung für das Team von STRG_F.[17]